# Diceratiidae
Diceratiidae é uma família de peixes actinopterígeos pertencentes à ordem Lophiiformes.

## Espécies
Possui seis espécies em dois géneros:
- Género Bufoceratias
  - Bufoceratias shaoi Pietsch, Ho & Chen, 2004.
  - Bufoceratias thele (Uwate, 1979).
  - Bufoceratias wedli (Pietschmann, 1926).
- Género Diceratias
  - Diceratias bispinosus (Günther, 1887).
  - Diceratias pileatus Uwate, 1979.
  - Diceratias trilobus Balushkin & Fedorov, 1986.